# Mickaël Deldycke
Mickaël Deldycke (né le 26 août 1980) est un coureur cycliste français.

## Vie privée
Son fils Thomas né en 2000, a pratiqué le BMX dans les catégories jeunes. Mickaël Deldycke est président du club Ast tréport BMX race et lance une section pour les tout-petits en 2019 appelé section « draisienne », ce vélo sans pédales, pour les enfants de 2 à 5 ans. Mickaël
est aussi vice-champion de France BMX cruiser en catégorie d'âge chez les 30-39 ans en 2015.

## Palmarès en VTT

### Championnats du monde
- Åre 1999
  - 10e de la descente
- Sierra Nevada 2000
  -  Médaillé de bronze du dual slalom
- Vail 2001
  - 10e du dual slalom
- Les Gets 2004
  -  Médaillé d'argent du four cross
- Livigno 2005
  -  Médaillé de bronze du four cross
- Fort William 2007
  - 10e du four cross
- Val di Sole 2008
  -  Médaillé de bronze du four cross

### Coupe du monde
- Coupe du monde de dual slalom
  - 3e en 2001

### Championnats d'Europe
- 1998
  -  Médaillé d'or du championnat d'Europe de descente juniors
- 1999
  -  Médaillé d'or du championnat d'Europe de dual slalom
- 2000
  -  Médaillé d'or du championnat d'Europe de dual slalom
- 2003
  -  Médaillé de bronze du championnat d'Europe de descente
  - 6e du four cross
- 2004
  - 5e du four cross
  - 7e de la descente

### Championnats de France
- 1999
  -  Champion de France de dual slalom
- 2000
  -  Champion de France de dual slalom
- 2002
  - 3e du championnat de France de dual slalom
- 2003
  - 2e du championnat de France de descente
- 2004
  -  Champion de France de four cross
- 2005
  -  Champion de France de four cross
- 2006
  -  Champion de France de four cross
- 2007
  -  Champion de France de four cross

### Coupe de France
- 1re en 2005 et 2006 (four cross)

## Palmarès en BMX
- 1995
  -  Médaillé d'or du championnat d'Europe de BMX minimes
- 1996
  -  Médaillé d'or du championnat du monde de BMX cadets
  -  Médaillé d'or du championnat du monde de BMX cruisers cadets
- 1997
  -  Médaillé d'argent du championnat du monde de BMX cruisers juniors
  -  Médaillé de bronze du championnat du monde de BMX juniors
- 1998
  -  Médaillé d'argent du championnat du monde de BMX juniors